# Hermann Oeser (Reichsredner)
Hermann Friedrich Oeser (* 3. Mai 1899 in Theeberg; † 18. Januar 1969 in Hamburg) war ein deutscher Apotheker und Reichsredner der NSDAP.

## Herkunft und Ausbildung
Hermann Oeser war ein Sohn des Kaufmanns und Gastwirts Carl Heinrich Oeser (* 6. Juni 1874 in Theeberg; † 17. März 1956 in Eddelak) und dessen Ehefrau Margaretha Helene, geborene Hennings (* 31. August 1874 in Kämpenberg; † 27. Oktober 1957 in Eddelak). Er ging zwei Jahre auf eine Dorfschule in Eddelak und ab 1909 auf das Realgymnasium von Itzehoe. Bei Ausbruch des Ersten Weltkriegs engagierte er sich als Patriot in der Jugendwehr Eddelak und bei Rohstoffsammlungen. 1917 bestand er die Reifeprüfung und meldete sich danach umgehend zum Kriegsdienst beim Feld-Artillerie-Bataillon 53. Während des Krieges wurde er mit dem Eisernen Kreuz II. Klasse ausgezeichnet. Bis zum Januar 1919 diente er mit letztem Dienstgrad Gefreiter in einem in Altona-Bahrenfeld befindlichen Regiment der Flugartillerie und beteiligte sich unter anderem bei der Flugabwehr in Neubreisach.
Anfang 1919 begann Oeser eine pharmazeutische Ausbildung bei der Löwen-Apotheke in Heide, die er im März 1921 beendete. Danach arbeitete er für kurze Zeit in Burg und Harburg. Im Sommer 1921 begann er ein Pharmaziestudium an der Universität Marburg. Dort wurde Oeser Mitglied der Burschenschaft im ADB Sigambria Marburg, der späteren Marburger Burschenschaft Hercynia, die wiederum 1950 in der Marburger Burschenschaft Rheinfranken aufging. Dieser gehörte er bis zu seinem Tode als engagierter Alter Herr an. Seit 1956 war Oeser außerdem Mitglied der Hamburger Burschenschaft Germania.
Sein Studium setzte er an der Technischen Hochschule Braunschweig fort. Im Juli 1923 beendete er das Studium mit der Examensprüfung. Am 16. November desselben Jahres heiratete er Antje Cäcilie Grethe Peters (* 28. März 1899 in Westerbüttel), mit der er eine Tochter hatte.
Nach dem Studium arbeitete Oeser in einer Apotheke in Schleswig. Im März 1925 wechselte er als Assistent zur Adler-Apotheke in Harburg. Von 1931 bis 1934 übernahm er die Verwaltung der Elisabeth-Apotheke von Albersdorf. Im Mai 1934 bekam er eine Konzession für eine eigene Apotheke, die er seit dem Folgemonat in Hamburg-Veddel bis zum Mai 1945 hatte. Ab dem Frühjahr 1933 leitete er den Bezirk Westküste der Standesgemeinschaft Deutscher Apotheker.

## Politisches Engagement
Oeser zeigte sich bereits als Schüler als ausgeprägter Nationalist und schloss sich aus diesem Grund im Juni 1921 der NSDAP an. Nach deren zwischenzeitlichen Verbot trat er zum 10. Juli 1925 wieder ein (Mitgliedsnummer 10.226). Während der Zeit in Harburg betätigte er sich in der Parteipolitik. Von 1927 bis 1929 leitete er die Ortsgruppe der Harburger NSDAP. Im Oktober 1927 übernahm er auch das Amt des stellvertretenden Gauleiters der Gruppe Hannover-Ost. Von 1929 bis 1930 übernahm er den Vorsitz des „Uschla“ (Untersuchungs- und Schlichtungsausschuss) der NSDAP für Niederelbe. Mitte Mai 1930 wurde er zum NSDAP-Kreisleiter für den Bezirk Harburg-Land ernannt.
Als Kreisleiter der NSDAP wurde Oeser überregional als agitierender Propagandasprecher bekannt. Von August 1928 bis Mai 1930 hielt er lediglich vier Reden. Ab dem Juli 1930 trat er aber fast täglich in Kleinstädten und Dörfern rund um Harburg auf. Die NSDAP-eigenen oder ihr nahestehenden Presseorgane bezeichneten ihn schnell als Redner, der in heimischer Mundart Wirkung erzielte. Da er seine Reden auf Plattdeutsch hielt, erreichte er seine Zuhörer schnell und transportierte und kaschierte ideologische Ansichten durch den Einsatz der Nahsprache seines Publikums. Ab März 1931 galt er als offizieller Gauredner, der parteilich geprüft und zugelassene Reden halten durfte. Er selbst führte eine Liste seiner Reden, in der er mehr als 2000 Auftritte notierte.
Ab dem Frühjahr 1934 hatte sich die NSDAP in Norddeutschland etabliert. Oeser trat danach bei berufsspezifischen Treffen im ganzen Deutschen Reich auf und sprach dabei Hochdeutsch. Außerdem sprach er oft in Hamburger Betrieben und bei SA-Gliederungen. Anfang Januar 1935 wurde er zum Referenten für nationalpolitische Schulungen der SA-Gruppe Hansa berufen, der er seit Anfang Juli 1932 angehörte. Ende Januar 1939 wurde er zum SA-Oberführer ernannt.
Oeser sprach sich bei Reden in Betrieben gegen eine angeblich marxistische Klassenkampfideologie aus und stellte den deutschen Volksgenossen als Teil eines Volkskörpers sei, der auch Arbeiter umfasse. Ungewöhnlich war, dass sich Oeser insbesondere an die NS-Frauenschaften wandte, getragen von der Vorstellung, dass diese eine wichtige Rolle dabei spielen könnten, die Arbeiter in den Volkskörper zu integrieren. Nach Kriegsbeginn trat er für die Expansionspläne Hitlers ein und versuchte, Kampfeslust und Verteidigungsbereitschaft ideologische zu stärken. Bis 1941 sprach er zumeist in Norddeutschland, sprach dabei jedoch nur noch selten Plattdeutsch. Er besuchte nun Fliegerhorste; Marinestützpunkte und kriegswichtige Betriebe, wo er vor Soldaten SA-Mitgliedern und Arbeitern sprach. Ab Anfang 1942 besuchte er wiederholt für längere Zeit für die Deutsche Arbeitsfront Truppen an mehreren Abschnitten der Front, um die dort lebenden Soldaten somit ideologisch zu festigen und steuern. Er besuchte unter anderem Norwegen, Frankreich, Holland, Kroatien, Serbien, Belgien, Estland und Russland. Er sprach darüber hinaus vor Zivilisten in Schlesien, im Sudetenland und in Danzig.
Anfang Mai 1945 nahmen britische Soldaten Oeser in Harburg fest. Er blieb bis September 1946 im Internierungslager Gadeland und Haft. Danach wurde er in das Internierungslager Eselheide gebracht. Die britische Militärregierung verbot ihm in der Zwischenzeit, seine Apotheke weiter zu betreiben. Von Mitte Juni 1947 bis Anfang August 1948 lebte er im Lager Adelheide bei Delmenhorst. Danach zog er mit seiner Familie zu seinen Eltern nach Eddelak; die Wohnung in Hamburg hatte die Familie im Juli 1945 gezwungenermaßen verlassen müssen.
Im Rahmen eines Entnazifizierungsverfahrens galt Oeser seit April 1949 als minderbelastet (Gruppe III). Er legte Einsprüche gegen die daraus resultierenden Auflagen ein, die Anfang Juni 1949 komplett abgelehnt wurden. Seine bis dahin treuhänderisch verwaltete Apotheke verlor er im Juni 1951 und erhielt im Gegenzug eine Entschädigungszahlung. Danach versuchte er über einen längeren Zeitraum, als Entlasteter (Gruppe V) eingestuft zu werden, was ihm im April 1954 gelang. Er besaß seit November 1952 Anteile an einer Apotheke in Bahrenfeld, die er nach der neuen Eingruppierung selbst leitete. 1955 beantragte er eine Kriegsgefangenenentschädigung, die im September 1957 abgelehnt wurde.
Oeser bezeichnete sich selbst bis Lebensende als „ältesten Kämpfer“ der norddeutschen NSDAP. Aus seiner Sicht sei er nach Kriegsende als erstes norddeutsches Parteimitglied in Haft geraten und als letztes wieder daraus freigekommen.

## Einordnung
Oeser gelangte im Rahmen der nationalsozialistischen Politik an Bedeutung, da er zahlreiche Reden hielt und ein breites Publikum ansprach. Als einer von wenigen Agitatoren nutzte er die plattdeutsche Sprache als wirksames Stilmittel. In der Anfangszeit der NSDAP verschaffte er sich damit ein eigenes Profil und ein spezielles Einsatzfeld. Er erzielte mit seinen Reden eine große Wirkung, auch, indem er norddeutsche Ideologeme verwendete. Dabei handelte es sich bspw. das Dithmarscher Selbstverständnis, das aus der Schlacht bei Hemmingstedt resultierte. Außerdem bezog er die Bedrohung durch und Abwehr von Gefahren im Bereich des Deichbaus oder der Seefahrt in seine Reden mit ein, indem er die aus den Naturgewalten resultierenden Gefahren mit einer angeblich herrschenden politischen Notsituation verglich, die die NSDAP abwenden könne. Außerdem wies er darauf hin, dass er als Nationalist im Ersten Weltkrieg gekämpft habe.
Oeser erarbeitete sich als politischer Akteur kein eigenes Profil, erzielte jedoch aufgrund zahlreicher Reden eine große Wirkung als Demagoge.